# Marciano (homem egrégio)
Marciano (em latim: Marcianus) foi um oficial do século III, ativo sob o imperador Galiano (r. 253–268). Aparece numa inscrição de 260/268 de Trajana Augusta, na Trácia, na qual é citado como um homem egrégio e oficial local.